# Kazusa Murai
Kazusa Murai (村井 かずさ Murai Kazusa?) es una mujer que es seiyū y nació el 28 de diciembre de 1975, en Nagoya, Prefectura de Aichi, Japón.

## Roles interpretados
- Chiharu Nitta en Boys Be.
- Clover en Totally Spies.
- Isola en Zegapain.
- Kazumi Takiura en Devilman Lady.
- Kaori Yae en Tokimeki Memorial 2 (Videojuego).
- Kyouko Shitou en Ginban Kaleidoscope.
- Madre de Hayate en Hayate no gotoku.
- Maria Shibata en Angelic Layer.
- Marina en Pokémon.
- MyuMyu en Magical Play.
- Nemu en Haibane Renmei.
- Ribon-Chan en Tottoko Hamutaro (Hamtaro).
- Saki Sawanoguchi en Magic User's Club TV.
- Shito Kyoko en Ginban Kaleidoscope.
- Tercero de la Banda Warumo, Yamane y Madre de Kaede en Mirmo!
- Yamane en Mirmo Zibang.
- Yasuko Hanadera en Healin' Good PreCure.